# Achyranthes villosa
Achyranthes villosa är en amarantväxtart som beskrevs av Peter Forsskål. Achyranthes villosa ingår i släktet Achyranthes och familjen amarantväxter. Inga underarter finns listade i Catalogue of Life.